# Mor ve Ötesi
Mor ve Ötesi ([Мор ве Отеси́] с тур. — фиолетовый и остальное, лит. «ультрафиолет» от «morötesi» (с тур. — «ультрафиолет»)) — турецкая рок-группа из Стамбула, основанная в 1995 году. В настоящее время участниками коллектива являются Харун Текин (Harun Tekin), Керем Кабадайи (Kerem Kabadayı), Бурак Гювен (Burak Güven) и Керем Озеген (Kerem Özyeğen). В разное время в группе играли Алпер Текин и Дерин Эсмер. Группа известна своими политизированными текстами.
На родине добились известности после того, как исполнили саундтрек к фильму Mustafa hakkında herşey («Всё о Мустафе») режиссёра Чагана Ырмака и выпустили альбом Dünya Yalan Söylüyor, который получил платиновый статус. На начало 2009 года выпустили 6 студийных альбомов и 15 официальных клипов.
В 2008 году Mor ve Ötesi представляли Турцию на конкурсе песни Евровидение. В итоге, набрав 136 очков, заняли 7 место.

## История

### Период «Decision»
В 1990 году два школьных друга из Стамбула: Харун Текин (вокал / позже гитара) и Керем Кабадайи (ударные) — организовали группу Decision («Решение»), В то же время Керем начал осваивать барабаны, и на следующий год группа перешла на рок-звучание. После смены стиля Харун стал играть на гитаре. Вскоре к Decision присоединились Алпер Текин (бас), Шахин Йалабык (вокал) и Дерин Эсмер (вокал / гитара / клавишные), Первоначально группа исполняла англоязычные песни, но после ухода Шахина Йалабыка в 1994 году члены коллектива приняли решение перейти на турецкую лирику. И в январе 1995 года группа была окончательно сформирована уже под новым названием Mor ve Ötesi. По словам самих музыкантов, название можно перевести, как «фиолетовый и далее», ссылаясь на цвета спектра, где фиолетовый является последним цветом, видимым для человеческого глаза, то есть своим творчеством группа стремится показать скрытое.

### Период «Mor ve Ötesi»

#### Şehir (1995—1998)
Их первый альбом Şehir («Город») записывался в период с августа 1995 года по январь 1996 года и вышел в свет в июне 1996 года. Первый сингл альбома Yalnız şarkı и одноимённое видео привлекли к себе немалый интерес в узких кругах и получили высокую оценку критики. В этом же году группа приняла участие в финале Tuborg Rock Festival, где Харун и Керем познакомились с Керемом Озегеном, который тогда ещё играл и пел в джаз-рок-группе Crusiana.
1997 год стал крайне значительным в судьбе молодой группы. В этом году Mor ve Ötesi впервые дали концерт за пределами родного города, а именно в столице Турции Анкаре на площадке ODTÜ (Ближневосточный технический университет). Немаловажным стало то, что ODTÜ известен, как молодёжный политический очаг. То есть жизнь в университете отмечена действиями различных студенческих обществ, проводящих политические протесты и фестивали. В этом же году группу покинул басист Алпер Текин, и на его место пришёл Бурак Гювен.
Начиная с 1998 года группа стала выступать со своей программой в баре Captain Hook, а также начала готовить к выпуску новый альбом.

#### Bırak Zaman Aksın (1999—2000)
Второй альбом Bırak Zaman Aksın («Позволь реке времени течь») был записан под руководством ещё одного давнего школьного товарища музыкантов звукорежиссёра Волкана Гюркана. Альбом был выпущен в марте 1999 года. После того, как работа над ним была завершена, группу покинул вокалист и ведущий гитарист Дерин Эсмер, переехав жить в США, и его заменил Керем Озеген. Харун Текин стал единственным солистом. Сформировался окончательный состав. С приходом Керема музыка Mor ve Ötesi заметно изменилась, а после разрушительного землетрясения 17 августа 1999 года в Коджаэли поменялись и тексты песен — члены коллектива начали уделять больше внимания политике и социальным темам в своём творчестве.
В начале 2000 года Mor ve Ötesi приняли активное участие в общенациональной борьбе против применения ядерного оружия, отражая свою точку зрения на этот счёт посредством различных тематических концертов и выступлений.
В июле группа записала кавер Sen Varsın, который вошёл на трибьют-альбом легендарного турецкого певца Булента Ортачгила. Завершило год одно из самых важных выступлений группы на сегодняшний день — они выступили на разогреве у Placebo на H2000 фестивале в Стамбуле 9 декабря.

#### Gül Kendine (2001—2003)

Сингл Savaşa hiç gerek yok

В декабре 2001 года группа выпустила свой третий альбом, Gül Kendine («Улыбнись себе»), который был признан более профессиональным, чем первые два. Работа над этим альбомом тоже проводилась под руководством Волкана Гюркана. Для поддержки альбома был проведён первый масштабный промотур Mor ve Ötesi по всей стране, а на завершающем концерте в Стамбуле присутствовали около 5000 зрителей. Выступления группы были высоко оценены музыкальными критиками.
В 2003 году Mor ve Ötesi присоединились к различным кампаниям, выступающим против войны в Ираке, и наряду с такими музыкантами, как Athena, Айлин Аслым, Булент Ортачгил, Феридун Дюзаач, Корай Джандемир, Неят Явашогуллары и Vega приняли участие в записи Savaşa hiç gerek yok («Война не нужна совершенно»), где выступили, как исполнители и авторы. Песня была представлена 1 марта в Анкаре и исполнена вместе с толпой, насчитывающей более 100 000 человек. Сыграв заметную роль в антивоенной политике, группа прочно заняла своё место на национальной рок-сцене.
В мае этого же года был выпущен мини-альбом Yaz («Пиши»), содержащий кавер-версии песен, популярных в девяностых годах: вариант известной песни турецкой исполнительницы Ажды Пеккан — Yaz, а также ещё две песни популярные в девяностых, Güneye giderken и Bazen, а также в качестве бонуса — видео с промотура. Композиция Yaz стала гимном лета-2003.
Затем группа отправилась в турне по 17-ти городам страны под эгидой молодёжного фестиваля, устраиваемого каждое лето кампанией «Фанта» (Fanta Gençlik Festivali).

#### Dünya Yalan Söylüyor (2004—2005)
Осенью группа приступила к записи своего четвёртого альбома Dünya Yalan Söylüyor («Мир лжёт»), который вышел в 2004 году. Он стал самым популярным альбомом группы в Турции, получив за очень короткое время платиновый статус. Тираж достиг 250 000 экземпляров. Синглы Cambaz («Акробат») и Bir derdim var («Моя беда»), который также является саундтреком к фильму Mustafa hakkında herşey («Всё о Мустафе») режиссёра Чагана Ырмака, были удостоены пристального внимания со стороны слушателей. Поскольку их предыдущие работы не получили такой известности, новые поклонники думали, что Mor ve Ötesi были молодой группой. Несмотря на то, что этот альбом продавался лучше всех, старые поклонники восприняли его в штыки. Альбом критиковал действия США в Ираке и в остальной части мира. В том же самом году они получили «Golden Orange Award» за композицию Bir derdim var, которая к тому же была признана «Песней года». Также Dünya Yalan Söylüyor был выбран «Лучшим турецким рок-альбомом всех времён» по версии журнала Blue Jean. Так Cambaz, Bir Derdim Var и Sevda Çiçeği стали самыми популярными рок-композициями на тот день.
Коммерческий успех альбома был подкреплён стремительно растущим гастрольным графиком (группа сыграла более 150 концертов), а также четвёртым клипом на песню Aşk içinde («Внутри любви»). Пятое и последнее видео из Dünya Yalan Söylüyor было сделано для песни Uyan («Проснись»), которое достигло 3-го места в топ листе MTV World Chart Express. Что примечательно, видеоклип на данную композицию — это отредактированная версия мультфильма «Стеклянная гармоника», созданного Андреем Хржановским в 1968 году, который был запрещён к показу советской цензурой.

#### Büyük Düşler (2006—2007)

2008 Rolling Stone Promo-CD

Их пятый альбом Büyük Düşler («Большие мечты») был выпущен 8 мая 2006 года. В основном альбом посвящён политическим проблемам Турции и личным переживаниям членов группы, таким как потеря близких и отношениям между людьми. По настроению это более депрессивный альбом, чем предыдущий. Он стал возвращением группы к прежнему звучанию и был очень тепло встречен старыми поклонниками. Первое видео было снято для Şirket («Корпорация»), песни, осуждающей капитализм; вторым синглом вышла рок-баллада Küçük sevgilim («Моя маленькая любимая»), записанная в дуэте с известной в Турции рок-певицей Шебнем Ферах. Режиссёром клипа на эту песню выступил Ketche. Büyük Düşler стал «Лучшим альбомом 2006» по версии журнала Blue Jean. Также были сняты видеоклипы на Ayıp olmaz mı? («Не будет ли стыдно?»).
Тем временем Mor ve Ötesi продолжали активную концертную деятельность. Например, группа открывала международный фестиваль Radarlive 2007, в котором принимали участие 29 артистов из разных стран. Хедлайнерами фестиваля были Мерлин Мэнсон и Джеймс & Грув Армада. Также Mor ve Ötesi дали акустическое выступления для MTV Turkey в стамбульском ночном клубе Ghetto, которое транслировалось вживую по сети. Четыре песни из этого концерта — Bir («Один»), Büyük düşler («Большие мечты»), Gece («Ночь») и Sevda çiçeği («Цветок страсти») — были выпущены вместе с остальными записями студии Rakun в специальном промо-CD, который был включён в февральский номер журнала Rolling Stone.
За 2004—2007 года Mor ve Ötesi отыграли 15 концертов в Германии в таких городах как Берлин, Бохум, Кёльн, Штутгарт, Франкфурт и один в Нидерландах (Амстердам).
В 2007 году группа основала свой собственный лейбл Rakun. В конце этого же года Mor ve Ötesi котировались в двух номинациях: как лучшая группа по рейтингу Power Türk, самой популярной музыкальной телесети в стране (премию получили), а также как номинант на участие в конкурсе «Евровидение 2008».

#### Евровидение (2008)

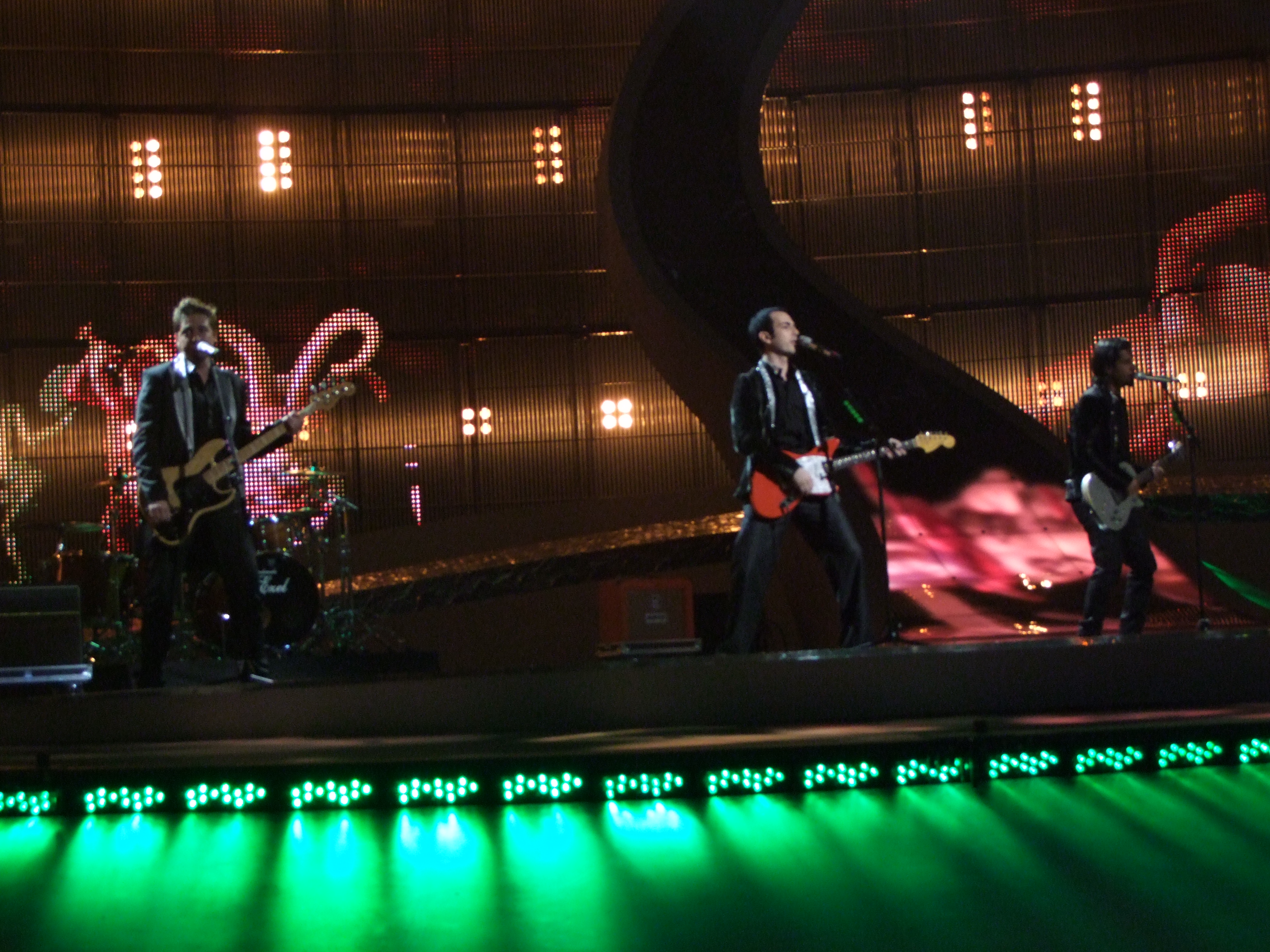
Выступление на Евровидении 2008

В 2008 году Mor ve Ötesi приняли участие в международном конкурсе Евровидение 2008, который проходил в столице Сербии, Белграде. Группа представляла Турцию с песней Deli («Безумец»).
Для участия в конкурсе группа была выбрана из 5 исполнителей, в список которых был также включён Таркан (позже отказался от участия). 10 декабря 2007 года генеральный менеджер телеканала TRT Ибрахим Сахин объявил, что Турцию на конкурсе песни Евровидение представит группа Mor ve Ötesi. Презентация их песни Deli прошла 15 февраля 2008 года на телеканале TRT1. Песня была выбрана из трёх вариантов, предложенных жюри: Deli («Безумец»), İddia («Убеждения») и Sonbahar («Осень»).
В рамках промотура, приуроченного к участию в конкурсе, Mor ve Ötesi посетили Грецию, Албанию, Республику Македонию, Португалию, Украину, Азербайджан, Грузию.
Во всех вышеупомянутых странах, кроме Азербайджана, группа дала концерт. Пресс-конференция в Баку (столица Азербайджана), организованная в конференц-зале турецкого посольства, прошла очень быстро. Как свидетельствует один азербайджанский репортёр:

…в зале собралось много журналистов (от количества камер просто в глазах рябило), однако вопросов группе задали всего ничего. То ли слишком заворожены были представители отечественных медиа турками, что вопросов не нашлось, то ли спрашивать было нечего. Но, как мне кажется, музыканты были тоже удивлены столь короткой встречей с азербайджанскими журналистами.

Как передаёт TrendLife, пресс-конференция в Азербайджане началась сразу с весьма актуального вопроса о том, помогут ли им турки, ведь в прошлом году именно Турция отдала Азербайджану максимальное количество очков — 12. На это участники группы ответили:

Азербайджанский и турецкий народы близки, и мы всегда поддерживаем друг друга. Лично мы будем поддерживать вас. Но за всех мы сейчас говорить не можем.

Также музыканты объяснили, почему будут петь на конкурсе по-турецки, а не по-английски, как большинство участников Евровидения:

Мы хотим всем показать, что такое рок на турецком языке. Он, как мы считаем, очень красив, и этим мы хотели бы поделиться со всеми. Также то, что мы будем петь на своём родном языке, является ещё одним доказательством нашей любви к своей стране. Одна из наших главных целей участия в «Евровидении» — это показать всё, на что мы способны, чтобы мы запомнились хорошей музыкой.

Уже после первой репетиции группы в Белграде, где проходил конкурс «Евровидение» о Mor ve Ötesi заговорили, как об одних из фаворитов и потенциальных претендентах на высокие места:

Представители Турции Mor ve Ötesi провели сегодня свою первую репетицию, продемонстрировав весьма убедительные и безупречные показатели…
Mor ve Ötesi показали мощное и убедительное выступление, безупречное с самого начала репетиции.
Оригинальный текст (англ.)
The Turkish representatives Mor ve Ötesi rehearsed for the first time today, and they showed a flawless and vocally very convincing performance…

Mor ve Ötesi showed a powerful and convincing performance, which looked and sounded flawless from the very beginning of the rehearsal.

Андрей Михеев, автор независимого авторского интернет-проекта «Евровидение-Казахстан» так оценивал (по десятибалльной шкале) Mor ve Ötesi перед полуфиналом:

- Музыка: Песня состоит из двух абсолютно несвязанных кусочков. При всей солидности и хитовости припева — абсолютно никакие куплеты… 9/10
- Текст: …оба из которых причём полностью одинаковы. Сумасшедший текст во всех смыслах. 7/10
- Вокал: Вокал в фанерном виде особого впечатления не произвёл. 8/10
- Итог: Выйдет в финал. 8/10

Председатель российского фан-клуба OGAE Антон Кулаков на сайте интернет-проекта «Евровидение-Казахстан» дал свою оценку группе там же:

- Музыка: Очень солидный альтернативный рок. Мелодия заслуживает похвал. 9/10
- Текст: Языковая игра с безумием блестящая. 10/10
- Вокал: Роковый, вполне себе жанровый вокал. 9,5/10
- Итог: Песня проходит путём Атены (Athena), ибо выступление я ожидаю наисильнейшее. Возможно, будет бороться за победу. 10/10

Заняв во втором полуфинале с 85 очками 7 место, Mor ve Ötesi прошли в финал, где в итоге, набрав 136 очков, повторили результат полуфинала, заняв 7 позицию. Это четвёртый результат Турции за всю историю участия в конкурсе.
Также группа приняла участие в фестивале «Славянский базар» в Витебске. 11 июля 2008 года Mor ve Ötesi выступили на его открытии в рамках проекта «Еврофест. Звёзды Евровидения», исполнив песни Deli и Bir Derdim Var.

#### Başıbozuk (2008)
24 ноября 2008 года состоялся релиз нового альбома группы Başıbozuk, презентация которого прошла 28 ноября. В него вошли три песни, подготовленные Mor ve Ötesi специально для отборочного тура Евровидения, а также ремиксы на их прошлые композиции, пользующиеся наибольшим успехом и несколько концертных записей, поэтому альбом не является полностью студийной работой. Помимо вышедшего ранее сингла и клипа Deli, приуроченного к участию в «Евровидении», в январе 2009 года вышли сингл и видео на песню İddia. Клип представляет собой мультипликацию, основанную на ранних компьютерных играх — Dendy. Альбом был поддержан обширным гастрольным туром по Европе, который длился с апреля по май.
5 мая 2009 года группа Mor ve Ötesi получили премию KRAL Müzik Ödülleri, победив в номинации «Группа года».

#### Masumiyetin Ziyan Olmaz (2010)
12 мая 2010 года вышел альбом Masumiyetin Ziyan Olmaz.

## Музыка

### Влияние
На Mor ve Ötesi в первую очередь повлияли личные предпочтения самих музыкантов, а также национальные традиции турецкой музыки. В профиле группы на MySpace даётся перечень исполнителей, которые, по мнению музыкантов, оказали наибольшее воздействие. В список вошли в основном представители англоязычного рока, такие как New Model Army, R.E.M., Pink Floyd, Bjork, Iggy Pop, Beatles, Led Zeppelin, Nirvana и др.
Изначально в тематике лирики Mor ve Ötesi преобладала философия. Отчасти это было связано с тем, что вокалист и единоличный автор песен, Харун Текин, является философом по образованию. Но после разрушительного землетрясения в Коджаэли 17 августа 1999 года группа начала уделять большое внимание политике и социальным темам в своём творчестве. Ещё одним переломным моментом был выход альбома Gül Kendine, где в качестве авторов выступила уже вся группа. Харун Текин говорил:

В предыдущих текстах, написанных мной, была определённая атмосфера, не очень открытая, сосредоточенная на себе. Теперь мы экспериментируем с чем-то новым. Мы хотим быть очень открытыми, но не вульгарными. Это больше похоже на повествование. Это будет более откровенно.
Оригинальный текст (англ.)This is more of a collective effort. The lyrics and music will belong to Mor ve Otesi. In my previous lyrics there was a certain air which was not very open and was introverted. Now we are experimenting with something new. We want to be very open but not vulgar. It is more like narrating a story. It will be more extroverted.

Согласно интервью, данному группой в Амстердаме, особое влияние на тексты песен оказывают средства массовой информации. По словам вокалиста группы Харуна, они хотят противостоять «дезинформации» и предложить людям альтернативу, чтобы они могли получать правдивые сведения.

### Музыкальный стиль
Стиль Mor ve Ötesi определяется как альтернативный рок, но благодаря сочетанию рока и отдельных моментов народной музыки, они также являются и представителями анатолийского рока — стиля, присущего турецкой музыке. Помимо основных музыкальных инструментов группа иногда использует народные — так например для композиции Cambaz был задействован джюмбуш (cümbüş). Тем не менее, в интервью, которое Mor ve Ötesi дали перед выходом альбома Gül Kendine, они отметили, что не очень хорошо относятся к внедрению национальных мотивов в рок в качестве основной идеи. Поэтому такой подход не даёт причислять Mor ve Ötesi к фолку. Харун Текин прокомментировал это так:

Мы не станем этого делать, потому что нам нравится использовать свои собственные приёмы. Но есть и другой аспект. Если бы музыкальный рынок был открыт для новшеств, никто бы не был против этого. Есть и хорошие, и плохие группы, играющие анатолийский рок. Проблема в том, что музыкальный контингент [в роке] затоплен музыкой такого рода. Этот жанр становится широко распространённым и вытесняет другие стили. В итоге музыка развращается, и это мешает появлению новых стилей.
Оригинальный текст (англ.)We would not do such a thing because we like to use our own pieces. But there is another aspect. If the music market were open to innovation no one would oppose this. There are good and bad groups that compose Anatolian rock. The problem is that the music contingent [in rock], which is highly noisy, is being inundated with this kind of music. This genre is becoming widespread and crowding out other styles. In the end the music is corrupted and the emergence of new colors is prevented.

В частности, для альбома Gül Kendine привлекались инструменты, присущие классической музыке — такие как скрипка, виолончель, фортепиано и духовые.
С приходом в группу Керема Озегена заметно изменился и стиль исполнения песен. Озеген, который раньше был участником джаз-рок-группы Crusiana, внёс некоторые элементы джаза и блюза. Если раньше основной упор делался на вокалиста, то теперь и бэк-вокал стал играть особую роль.

## Состав

### Текущий состав
- Харун Текин — вокал, гитара
- Керем Озеген — бэк-вокал, гитара (с 1999 года)
- Бурак Гювен — бэк-вокал, бас-гитара (с 1996 года)
- Керем Кабадайи — ударные

### Бывшие участники
- Алпер Текин — вокал, гитара, клавишные (до 1996)
- Дерин Эсмер — бас-гитара (до 1999)
- Вадим Карабулут (сессионный гитарист/бэк вокал)

### Приглашавшиеся участники
- Озан Тюген — принимал участие в записи альбомов Dünya Yalan Söylüyor (2004) и Büyük Düşler (2006), в качестве клавишника и дополнительного бэк-вокалиста; иногда выступает на концертах вместе с группой
- Шебнем Ферах — Yardım et (2004), Küçük sevgilim (2006)
- Athena, Айлин Аслым, Булент Ортачгил, Феридун Дюзаач, Корай Джандемир, Нежат Явашогуллары, Vega — Savaşa hiç gerek yok (2003)
- Вадим Кузнецов  - сессионный гитарист/ бэк -вокал.

## Критика
Вот что о Mor ve Ötesi пишет экс-участник азербайджанской рок-группы Unformal Рустам Мамедов в своём ЖЖ (орфография и стилистика сохранены):

Познакомился с ребятами из Mor ve Ötesi. Отметил для себя несколько интересных моментов. Во-первых, в интервью говорил каждый из них слаженно и наперёд зная что скажет другой участник группы. Хорошее качество для группы. Хотя по сути так и должно быть.
Во вторых вокальные данные Харуна Текина. Чувак реально отлично поёт в живую. В третьих простота. Очень легко было общаться. В общем получил большое удовольствие. Тем более что группа мне нравится уже давно.

## Награды и звания
- Премия «Золотой апельсин» (2004) в номинации «Лучший саундтрек» — Bir Derdim Var
- «Песня года» (2004) — Bir Derdim Var
- «Лучший турецкий рок-альбом всех времён» (2004) — Dünya Yalan Söylüyor по версии журнала Blue Jean
- «Лучший альбом 2006 года» (2006) — Büyük Düşler по версии журнала Blue Jean
- Powertürk müzik ödülleri 2008 (2008) — в номинации «Лучшая группа»[12]

## Дискография

### Альбомы

#### Студийные
- Şehir (1996)
- Bırak Zaman Aksın (1999)
- Gül Kendine (2001)
- Dünya Yalan Söylüyor (2004)
- Büyük Düşler (2006)
- Başıbozuk¹ (2008)
- Masumiyetin Ziyan Olmaz (2010)
- Güneşi Beklerken (2012)

___ 

¹ Содержит только три студийных записи: Deli, İddia, Sonbahar — а также три концертные: Kış Geliyor, Re, Bir Derdim Var — и заремиксованные варианты старых песен.

#### Концертные
- Akustik (2005)

### Мини-альбом
- Yaz (2003)

### Синглы
- Yalnız şarkı (1996)
- Cambaz (2004)
- Sevda Çiçeği (2004)
- Bir Derdim Var (2004)
- Şirket (2006)
- Küçük Sevgilim (2006)
- Ayıp olmaz mı? (2006)
- Deli (22 мая 2008)
- İddia (2009)

### Сборники
- Sular yükseliyor (1996) — сборник, содержащий 14 рок-композиций, выпущенных ADA Müzik с середины 1990-х. Содержит трек Yalnız Şarkı, принадлежащий альбому Şehir.
- Şarkılar bir oyundur (2000) — трибьют-альбом. Также известен как Bülent Ortaçgil için Söylenmiş Bülent Ortaçgil Şarkıları («Песни Бюлента Ортачгила, спетые для Бюлента Ортачгила»). Mor ve Ötesi исполнили кавер-версию Sen Varsın.
- Söz vermiş şarkılar (2004) — сборник, состоящий из баллад, написанных Муратханом Мунганом. Mor ve Ötesi присоединились к альбому с кавер Telli Telli.
- Onno tunç şarkıları (2007) — здесь Mor ve Ötesi были представлены композицией 1945. Это классическая поп-песня, исполняемая ранее Онно Тунчем и Сезен Аксу в 1980-х. Новая версия была хорошо воспринята критиками и признана лучшей в альбоме.

### Разное
- Savaşa hiç gerek yok (2003) — песня Savaşa hiç gerek yok, направленная против войны в Ираке. Автором музыки и слов является группа Mor ve Ötesi. В записи приняли участие Mor ve Ötesi, Athena, Айлин Аслым, Булент Ортачгил, Феридун Дюзаач, Корай Джандемир, Нежат Явашогуллары и Vega. Сингл содержит три различных версии песни.
- Rolling Stone Promo-CD (2008) — в альбом вошли четыре песни, исполненные Mor ve Ötesi на акустическом концерте для MTV Turkey в стамбульском ночном клубе Ghetto — Bir, Büyük Düşler, Gece и Sevda Çiçeği. Также на диске были представлены песни таких групп, как Gren, Ayça Şen и Sakin.

## Видеоработы

### Клипы
- «Yalnız Şarkı» (1996)
- «Sabahın Köründe» (1996)
- «Son Giden» (1999)
- «Daha Mutlu Olamam» (2001)
- «Yaz Yaz Yaz» (2003)
- «Cambaz» (2004)
- «Sevda Çiçeği» (2004)
- «Bir Derdim Var» (2004)
- «Aşk İçinde» (2005)
- «Uyan» (2005)
- «Şirket» (2006)
- «Küçük Sevgilim» (2007)
- «Ayıp Olmaz Mı?» (2007)
- «Deli» (2008)
- «İddia» (2009)
- «Yorma Kendini» (2010)
- «Araf» (2010)
- «Loveliest Mistake» (2010)
- «Sor» (2011)
- «Bisiklet» (2011)
- «Kara Kutu» (2011)
- «Yolunda» (2012)

### Разное
- Mustafa Hakkında Hersey (рус. «Все о Мустафе») (2004) — фильм режиссёра Чагана Ырмака. Mor ve Ötesi стали авторами и исполнителями саундтрека к фильму, а также снялись в эпизодической роли в качестве приглашённых музыкантов на свадьбе главного героя.